# Guardians of the Galaxy: Awesome Mix Vol. 1
Guardians of the Galaxy: Awesome Mix Vol. 1 (Original Motion Picture Soundtrack) é a banda sonora para o filme Guardiões da Galáxia da Marvel Studios, lançada a 29 de Julho de 2014 através da Hollywood Records e Marvel Music. O disco estreou na primeira posição da tabela musical Billboard 200, com 109 mil unidades vendidas na semana de estreia. Em Dezembro de 2014, o conjunto tinha vendido mais de 755 mil unidades em território norte-americano e foi considerada a segunda banda sonora com mais vendas do ano.

## Alinhamento de faixas
| N.º            | Título                               | Artista(s)                  | Duração |  |
| 1.             | "Hooked on a Feeling"                | Blue Swede                  | 2:52    |  |
| 2.             | "Go All the Way"                     | Raspberries                 | 3:21    |  |
| 3.             | "Spirit in the Sky"                  | Norman Greenbaum            | 4:02    |  |
| 4.             | "Moonage Daydream"                   | David Bowie                 | 4:41    |  |
| 5.             | "Fooled Around and Fell in Love"     | Elvin Bishop                | 4:35    |  |
| 6.             | "I'm Not in Love"                    | 10cc                        | 6:03    |  |
| 7.             | "I Want You Back"                    | The Jackson 5               | 2:58    |  |
| 8.             | "Come and Get Your Love"             | Redbone                     | 3:26    |  |
| 9.             | "Cherry Bomb"                        | The Runaways                | 2:17    |  |
| 10.            | "Escape (canção de The Piña Colada)" | Rupert Holmes               | 4:37    |  |
| 11.            | "O-o-h Child"                        | Five Stairsteps             | 3:13    |  |
| 12.            | "Ain't No Mountain High Enough"      | Marvin Gaye e Tammi Terrell | 2:29    |  |
| Duração total: | Duração total:                       | Duração total:              | 44:34   |  |

## Desempenho nas tabelas musicais

### Posições
| Tabela musical (2014)                     | Melhor posição |
| ----------------------------------------- | -------------- |
| Austrália - ARIA Albums Chart             | 2              |
| Bélgica - Ultratop 50 (Flandres)          | 18             |
| Bélgica - Ultratop 50 (Valónia)           | 23             |
| Canadá - Canadian Albums                  | 1              |
| Dinamarca - Hitlisten                     | 5              |
| Espanha - PROMUSICAE                      | 28             |
| Estados Unidos - Billboard 200            | 1              |
| Estados Unidos - Billboard Soundtracks    | 1              |
| Estados Unidos - Billboard Rock Albums    | 2              |
| França - SNEP                             | 63             |
| Nova Zelândia - NZ Top 40 Albums          | 7              |
| Países Baixos - Mega Album Top 100        | 27             |
| Reino Unido - UK Compilation Albums Chart | 2              |
| Suíça - Schweizer Hitparade               | 67             |

### Certificações
| País           | Provedor | Certificação |
| -------------- | -------- | ------------ |
| Austrália      | ARIA     | Ouro         |
| Canadá         | MC       | Ouro         |
| Estados Unidos | RIAA     | Ouro         |